# Raïon d'Alexandrovsk-Sakhalinski
Le raïon d'Alexandrovsk-Sakhalinski (russe : Алекса́ндровск-Сахали́нский райо́н) est l'une des dix-sept subdivisions administratives (raïons) de l'oblast de Sakhaline, à l'est de la Russie. En tant que division municipale, il est intégré à l'okroug urbain d'Alexandrovsk-Sakhalinski. Il est situé à l'ouest de l'oblast. Sa superficie est de 4 777,4 km2. Son centre administratif est la ville d'Alexandrovsk-Sakhalinski. La population du raïon (en excluant le centre administratif) était de 2 791 (2010); 4 687 (2002) 8 526 (1989).